# Ligne Naruto
La ligne Naruto (鳴門線, Naruto-sen) est une petite ligne ferroviaire japonaise de la compagnie JR Shikoku située à l’est de l'île de Shikoku, dans la préfecture de Tokushima. Elle relie la gare d'Ikenotani (en) à l'ouest à la gare de Naruto à l'est.

## Histoire
En 1916, la compagnie Awa Electric Railway ouvre une ligne de Nakahara à Naruto, dont la section depuis Ikenotani constitue aujourd'hui la ligne Naruto. La ligne est nationalisée en 1933.

## Caractéristiques

### Ligne
- Longueur : 8,5 km
- Ecartement : 1 067 mm
- non électrifié

### Services et interconnexions
La ligne est empruntée par des trains locaux (omnibus). A Ikenotani, la plupart des trains continuent sur la ligne Kōtoku jusqu'à la gare de Tokushima.

### Gares

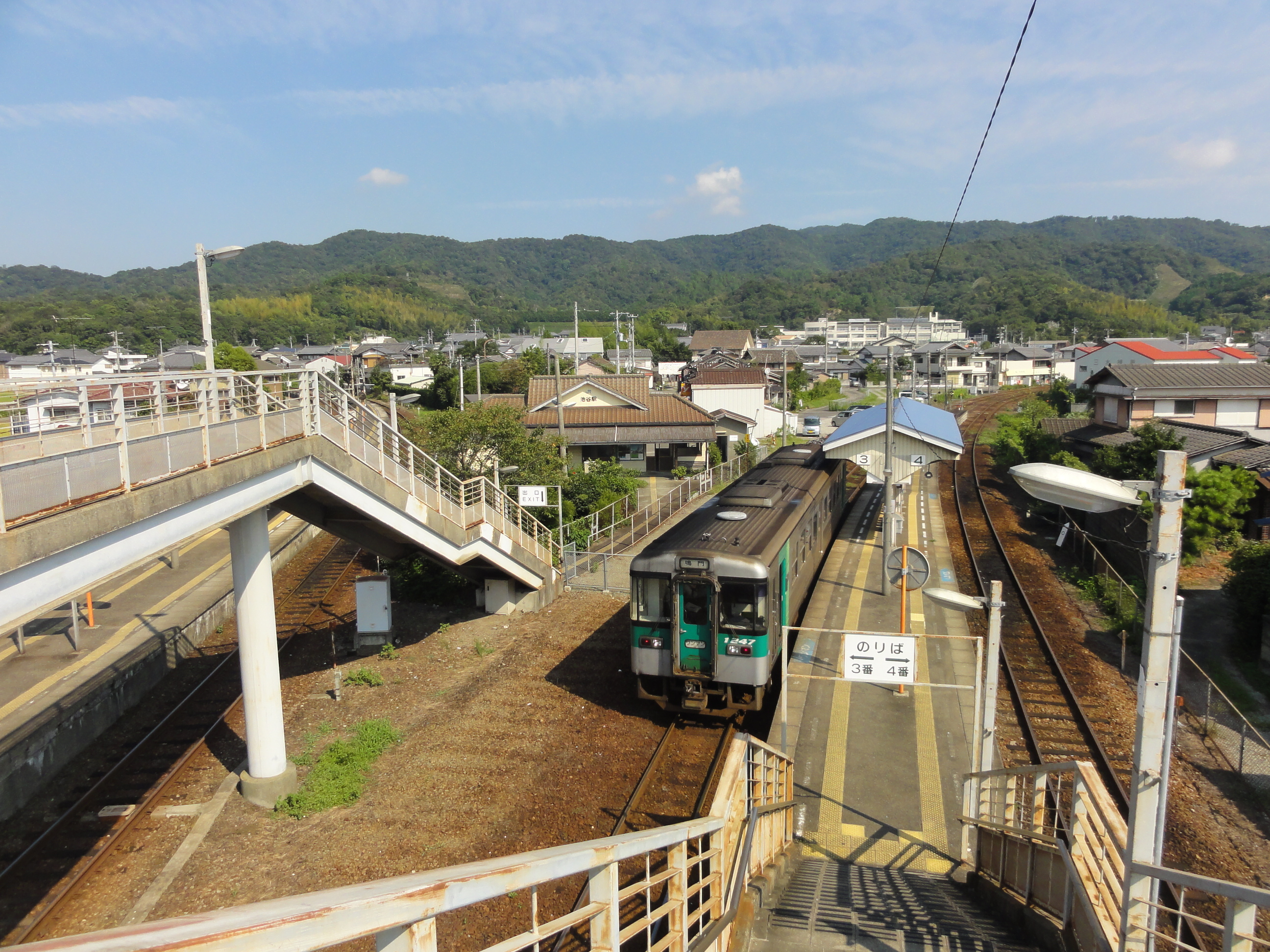
Début de la ligne à Ikenotani. Les quais de la ligne Kōtoku se trouvent à gauche.

| Numéro | Gare           | Nom japonais | Distance depuis Ikenotani (km) | Correspondances                      | Localisation |
| ------ | -------------- | ------------ | ------------------------------ | ------------------------------------ | ------------ |
| N04    | Ikenotani      | 池谷         | 0                              | JR Shikoku : Kōtoku (interconnexion) | Naruto       |
| N05    | Awa-Ōtani (ja) | 阿波大谷     | 1,3                            |                                      | Naruto       |
| N06    | Tatsumichi     | 立道         | 3,0                            |                                      | Naruto       |
| N07    | Kyōkaimae      | 教会前       | 4,9                            |                                      | Naruto       |
| N08    | Konpiramae     | 金比羅前     | 5,7                            |                                      | Naruto       |
| N09    | Muya           | 撫養         | 7,2                            |                                      | Naruto       |
| N10    | Naruto         | 鳴門         | 8,5                            |                                      | Naruto       |